# Carrier Strike Group 12
Le Carrier Strike Group Twelve, abrégé CSG-12 ou CARSTRKGRU 12, est l'un des 6 groupes aéronavals de l'U.S. Navy affecté à une Flotte. Il est affecté au USS Gerald R. Ford.

## Composition du CSG-12

### 2004
En 2004 il était le groupe Enterprise qui entrait à la base de Norfolk pour une remise à niveau. C'est en 2006 que son départ de la Base navale de Norfolk marque sa première opération.

### 2006
Le 2 mai 2006 il partait pour l'opération en Afghanistan de la coalition avec la Cinquième flotte des États-Unis.

### 2007
Le 7 juillet 2007 il partait pour l'opération en Afghanistan de la coalition et à l'opération piraterie autour de la Corne de l'Afrique.

### 2011
Le 13 janvier 2011 il partait pour l'opération en Afghanistan de la coalition et à l'opération piraterie autour de la Corne de l'Afrique.

### 2015
Au cours d'un entrainement conjoint avec le Saphir au large de la Floride début 2015, le sous-marin a virtuellement coulé le porte-avions américain USS Theodore Roosevelt et son escorte de destroyers (des Ticonderoga, Arleigh Burke ainsi qu’un sous-marin nucléaire d'attaque de classe Los Angeles) : « […] le Saphir s’est glissé discrètement au cœur de l’écran formé par les frégates américaines protégeant le porte-avions, tout en évitant la contre-détection des moyens aériens omniprésents. Au matin du dernier jour, l’ordre de feu était enfin donné, permettant au Saphir de couler fictivement le Theodore Roosevelt et la majeure partie de son escorte. » L'information, d'abord publiée sur le site officiel du ministère français de la Défense, a été rapidement supprimée,,.

### 2022
- USS Gerald R. Ford (CVN-78), navire-amiral
- 8e escadre aérienne embarqué (CVW-8)
- USS Vicksburg (CG-69)
- USS Normandy (CG-60)
- L'escadron de destroyers n°2.

Le 8 octobre 2023, le secrétaire à la Défense des États-Unis ordonne au groupe aéronaval de se positionner en Méditerranée orientale, et de se tenir prêt à aider l'état d'Israël après l'attaque massive du Hamas sur le territoire israélien.